# 珍妮特·蒙哥馬利
珍妮特·蒙哥馬利（英語：Janet Montgomery，1985年10月29日—），英國女演員，於2011年DC漫畫改編電視劇《替身標靶》第二季中飾演艾絲開始嶄露頭角，2012年至今亦於多部劇集擔當主角，當中包括《律政宝贝》、《塞勒姆》及《紐約新醫革命》等等。

## 外部連結
- 珍妮特·蒙哥馬利在互联网电影资料库（IMDb）上的資料（英文）